# Movable Type

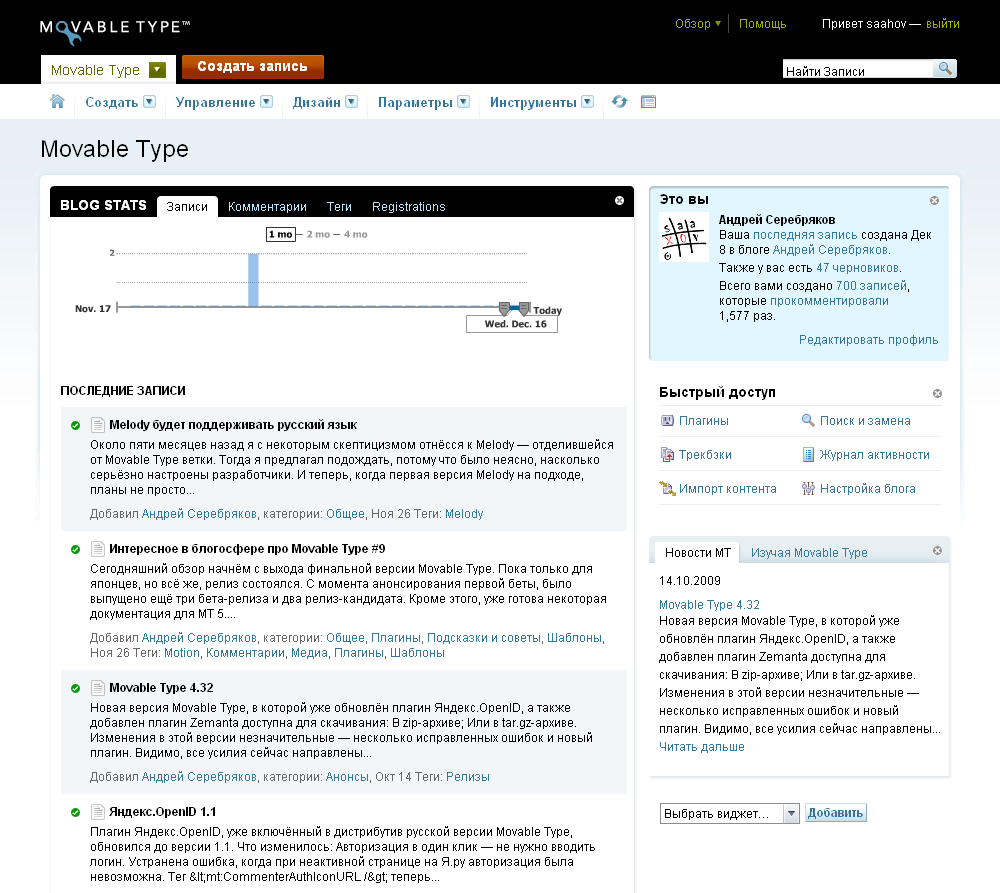
Capture d'écran.

Movable Type est un moteur de blogue propriétaire, écrit en Perl, et développé par la société californienne Six Apart. De juin 2007 à juillet 2013, Six Apart a publié les sources de son logiciel sous licence libre (GPL).
À la différence de TypePad, également proposé par cette société, l'offre Movable Type ne comprend pas d'hébergement et celui-ci doit être organisé par l'utilisateur.